# Tvøroyri
Tvøroyri è un comune delle Isole Fær Øer. Ha una popolazione di 1 814 abitanti e fa parte della regione di Suðuroy sull'isola omonima.
Il comune comprende cinque località situate nella parte centro-orientale di Suðuroy: Froðba, Øravík, Øravíkarlíð, Trongisvágur e Tvøroyri (capoluogo).

## Sport

### Calcio
La squadra principale della città è il Tvøroyrar Bóltfelag.